# Antonio Pellegrini
Antonio Pellegrini (Roma, 11 de agosto de 1812 - Roma 2 de novembro de 1887 ) foi um cardeal italiano .

## vida
Ele nasceu para Benedetto Pellegrini, um patrício de Velletri e Piperno, e Maria Magdalena Storani.
Pio IX nomeou-o no consistório de 28 de dezembro de 1877 cardeal diácono da diácona titular de Santa Maria em Aquiro . Embora fosse cardeal, nunca foi ordenado bispo.
Ele participou do conclave de 1878 no qual o Papa Leão XIII. foi escolhido, parte.
Ele morreu de pneumonia e seu corpo foi enterrado em Campo Verano.

## Weblinks
- Sylwetka w słowniku biograficznym kardynałów Salvadora Mirandy
- Sylwetka na stronie Davida M. Cheneya
- GCatholic.org